# Nectopsyche lucipeta
Nectopsyche lucipeta är en nattsländeart som först beskrevs av Luisa Eugenia Navas 1923.  Nectopsyche lucipeta ingår i släktet Nectopsyche och familjen långhornssländor. Inga underarter finns listade i Catalogue of Life.